# 블루 스패로 미사일
블루 스패로 미사일은 이스라엘 라파엘사에서 만든 모의 스커드-C/D 미사일이다. F-15 전투기에서 발사된다. 북한의 노동 1호 또는 이란의 사하브-3와 탄도궤적, 속도, 레이다영상, 열추적영상이 동일하다. 중량은 1,900kg으로, 1,700kg인 블랙 스패로보다 무거워졌다.
이스라엘은 한국과 함께 북한의 스커드 미사일과 노동1호의 직접적 위협을 받는 나라이다. 블루 스패로 미사일은 노동 1호와 스커드C/D와 탄도궤적, 속도, 레이다영상, 열추적영상이 동일하게 구현할 수 있어서, 미사일 방어의 실전적 테스트에 사용되고 있다.

## 개량
블루스패로는 100파운드(45 kg) 이하의 초소형 인공위성을 발사할 수 있도록 개조될 수 있다. 고도의 전파공학기술을 이용, 이러한 초소형 인공위성은 전시에 유용하게 사용될 수 있다. 블루스패로는 또한 정찰위성을 요격할 수 있다. 이스라엘 제작사는 미국 레이시온과 함께, 미국시장에 판매하기로 협정을 맺었다.

## 샤하브 3호
이란은 사거리 300km 샤하브-1(스커드B), 사거리 600km 샤하브-2(스커드C), 사거리 1,800km 샤하브-3(노동 1호)를 보유하고 있다. 스커드와 달리 북한이 독자개발한 노동1호는 매우 성능이 뛰어나다. 이스라엘은 스커드B와 레이다상 모습이 동일한 블랙 스패로를 개발, 미사일방어방을 개발, 테스트해 왔다. 그 이후, 블루 스패로를 개발, 샤하브-2(스커드C), 샤하브-3(노동1호)와 동일한 레이다상 모습을 구현, 미사일 방어를 시험하고 있다.

## 그린파인 레이다
그린파인 레이다는 애로우 시스템에서 탐지레이다를 담당한다. AESA 레이다이며, 최근 한국에 슈퍼그린파인 2대가 수출되어 2012년 실전배치될 예정이다. 그린파인의 탐지거리는 500km, 슈퍼그린파인의 탐지거리는 900km이다.

## 애로우 미사일
이스라엘이 독자 개발한 미사일방어용 미사일이다. 블랙 스패로(스커드C)와 블루 스패로(노동1호)를 F-15 전투기에서 발사, 그린파인 레이다가 이를 탐지하며, 애로우 미사일이 발사되어 이를 요격한다.
- 2004년 7월 - 제7차 애로우 테스트. 사거리 300 km인 스커드B를 모방한 블랙 스패로 미사일을 애로우2 미사일이 요격했다. 애로우2 시스템이 최초로 풀가동된 실험이었다.
- 2007년 7월 6일 - 이스라엘이 블루스패로 사진을 최초로 공개했다.
- 2008년 4월 15일 - 블로스패로가 애로우 테스트용으로 최초 발사되었다. 슈퍼그린파인 레이다가 이란의 사하브-3를 모방한 블루스패로 미사일을 완벽하게 추적했다. 애로우 미사일은 발사하지 않았다.
- 2009년 4월 7일 - 제18차 애로우 테스트. 애로우2 시스템의 완전한 첫 번째 실험이었다. 오전 11시경에 팔마힘 공군기지에서 애로우2 미사일이 발사되었으며, 사하브-3와 동일하게 제작된 블루스패로 미사일을 정확하게 요격했다. 레이다는 슈퍼그린파인 레이다가 사용되었다. 실험은 이스라엘 공군과 미국 미사일 방어국이 공동으로 수행했다. 애로우는 미국의 보잉사와 함께 개발중인 프로젝트이다.

## 2024년 이란 공습
2024년 4월 19일 새벽(현지시간), 이스라엘이 이란을 공습했다.
이스라엘은 침묵으로 일관해서, 정확히 어떤 무기가 사용되었는지는 불분명하다.
이란 당국자 두 명은 이스라엘 무기가 인근 이스파한 지역의 군사 기지에 있는 S-300 대공 시스템을 공격했다고 말했다. NYT가 분석한 위성 사진에도 이스파한 제8 공군기지에 있는 S-300 시스템의 레이더가 손상된 것으로 나타났다.
S-300은 러시아판 패트리어트 미사일이다. 대대 단위로 운영되는 S-300 미사일 시스템은 반경 288 km 내의 전투기 최대 100대까지를 한꺼번에 탐색할 수 있는 탐색 레이더를 중심으로 운영된다. 또 트럭에 실려 운반이 가능해 기동력까지 갖추고 있다. 러시아는 이란에 2015년 4개, 2016년 2개 포대를 인도했다.
러시아는 이란과 친한 시리아에도 S-300 미사일을 판매했는데, 시리아 판매패키지에는 레이더 1기, 미사일 발사대 차량 6기, 사거리 200 km 미사일 144발로 구성되었다. 레이더가 파괴되면 미사일을 발사할 수 없다.
미 중동연구소(en:Middle East Institute)의 찰스 리스터 선임 연구원은 드론 공격이 있었다는 이란의 주장을 반박했다. 그는 이스라엘 전투기 몇 대가 시리아 상공에서 방공망을 갖춘 시리아 남부 군사기지 2곳을 타격한 뒤 이라크 영공으로 진입해 블루 스패로우 공대지 탄도 미사일을 이란을 향해 발사했다고 밝혔다. 리스터는 바그다드 외곽에서 이라크 경찰이 이스라엘제 블루 스패로우 미사일 파편을 발견한 것이 이를 뒷받침한다고 설명했다.
이란 당국자들은 이란군이 드론, 미사일, 항공기를 포함해 이런 영공에 진입하는 어떤 것도 감지하지 못했다고 말했다. 이란 국영 통신사 IRNA는 미사일 공격이 없었으며, 이란 방공 시스템이 가동되지 않았다고 보도했다.

## 같이 보기
- 블랙 스패로 미사일